# LHS 1140
LHS 1140 är en ensam stjärna belägen i den mellersta delen av stjärnbilden Valfisken. Den har en skenbar magnitud av ca 14,18 och kräver ett kraftfullt teleskop för att kunna observeras. Baserat på parallax enligt Gaia Data Release 3 på ca 66,83 mas beräknas den befinna sig på ett avstånd av ca 48,8 ljusår (ca 15,0 parsec) från solen. Den rör sig närmare solen med en heliocentrisk radialhastighet av ca -13,7 km/s. 'LHS' hänvisar till Luyten Half-Second Catalogue av stjärnor med egenrörelse som överstiger en halv bågsekund per år.

## Egenskaper
LHS 1140 är en röd dvärgstjärna i huvudserien av spektralklass M4.5 V. Den har en massa av ca 0,18 solmassa, en radie av ca 0,22 solradie och utsänder energi från dess fotosfär motsvarande ca 0,038 gånger solen vid en effektiv temperatur av ca 3 100 K. Stjärnan är över 5 miljarder år gammal och har en rotationsperiod på 130 dygn. Inga flares har observerats.

## Planetsystem
Sedan oktober 2023 är det känt att LHS 1140 har två bekräftade exoplaneter som kretsar kring den.
Den första som upptäcktes var LHS 1140b, upptäckt av MEarth Project 2017 med hjälp av transitmetoden. Uppföljande mätningar av radiella hastigheter gjordes med High Accuracy Radial Velocity Planet Searcher-instrumentet för att bekräfta planeten och mäta massan. Planeten LHS 1140b är en superjord i den beboeliga zonen och har en omloppsperiod av 24,7 dygn. Detta bör göra det möjligt att studera dess atmosfär i framtiden. Kombinationen av den transiterande superjorden och den relativt lilla och närliggande värdstjärnan gör detta system till ett av de mest lovande kända för atmosfärstudier, tillsammans med Trappist-1-systemet.Observationer 2020 med rymdteleskopet Hubble fann tecken på vattenånga i planetens atmosfär, men detta har inte bekräftats
LHS 1140 b uppskattades till en början ha en massa av cirka 7 gånger jordens massa och cirka 1,4 gånger dess radie, vilket tyder på en tät stenplanet. Senare studier 2018 och 2020 reviderade radien uppåt till cirka 1,7 gånger jordens, vilket gav den en densitet på cirka 7,5   g/cm3, fortfarande överensstämmande med en stenig sammansättning. Men en studie från 2023 som mätte planetens massa och radie med större precision fann en lägre massa på cirka 5,6 gånger jordens och en motsvarande lägre densitet, som inte längre överensstämmer med en stenplanet med tanke på planetens storlek. LHS 1140 b är sannolikt en oceanvärld (med 9-19 procent av dess massa bestående av vatten) eller en tät Minineptunus.
I juli 2018, publicerade Feng et al. en omanalys av radiella hastighetsdata för LHS 1140, och föreslog en sannolik förekomst av ytterligare två exoplaneter: en inre planet med jordmassa med en omloppsperiod av 3,8 dygn och en yttre Neptunus-massaplanet med omloppsperiod av 90 dygn. I augusti 2018 bekräftade Ment et al., med hjälp av transitmetoden, existensen av den inre planeten LHS 1140 c med en massa ungefär 1,8 gånger jordens och en radie 1,3 gånger så stor, vilket gav den en densitet på ca 5 g/cm3, vilket överensstämmer med en stenig sammansättning.
Omloppsperioden för den yttre planetkandidaten LHS 1140 d förfinades 2020 till 78 dygn, men denna radiella hastighetssignal befanns 2023 härröra från stjärnaktivitet snarare än en planet.

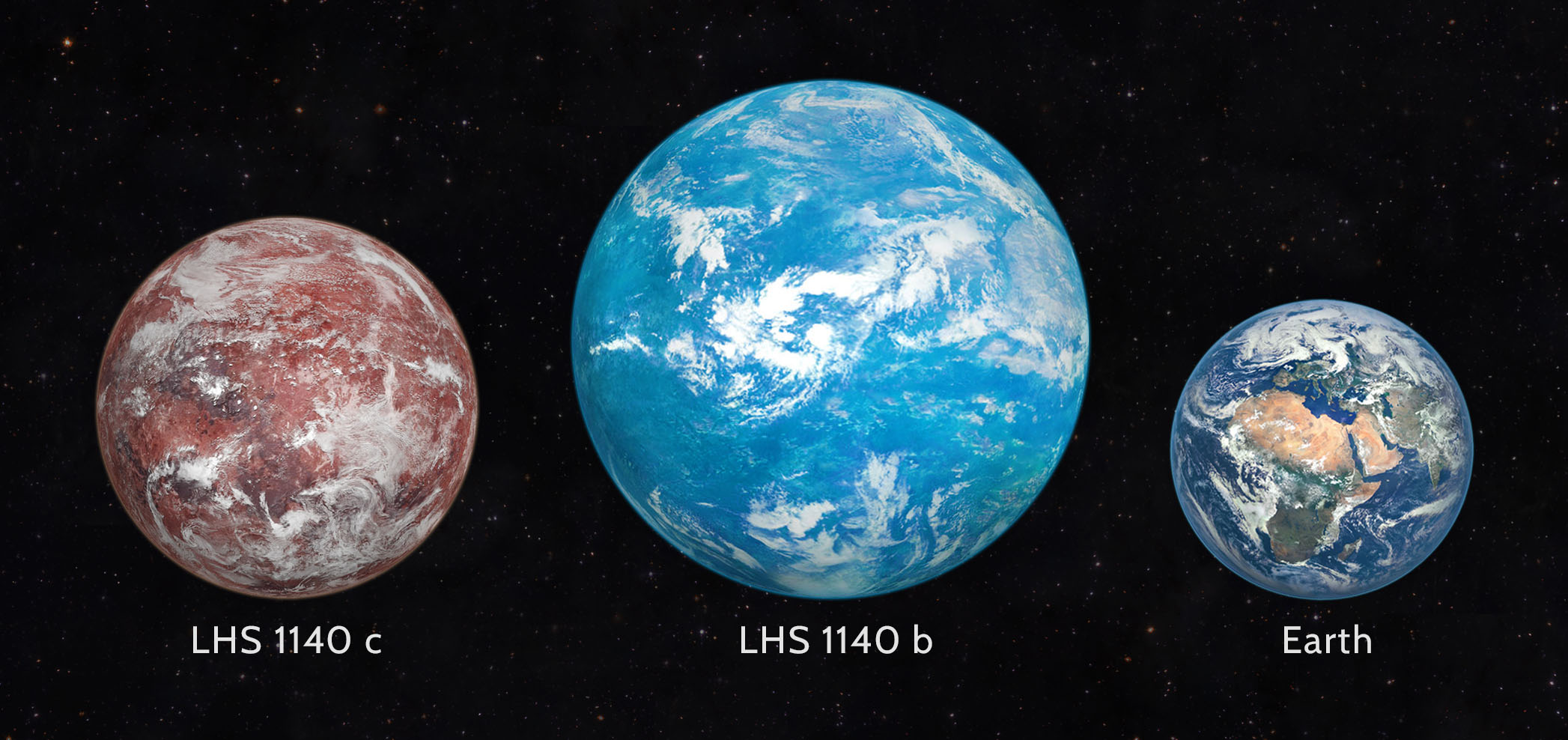
Storleksjämförelse mellan de två kända planeterna i LHS 1140 (konstnärligt koncept) med jorden.

| Planet | Massa          | Halv storaxel (AE) | Siderisk omloppstid (d) | Excentricitet | Inklination       | Radie            |
| ------ | -------------- | ------------------ | ----------------------- | ------------- | ----------------- | ---------------- |
| c      | 1,91 ± 0,06 M🜨 | 0,0270 ± 0,0005    | 3,777940 ± 0,000002     | <0,050        | 89,80 +0,14−0,19° | 1,272 ± 0,026 R🜨 |
| b      | 5,60 ± 0,19 M🜨 | 0,0946 ± 0,0017    | 24,73723 ± 0,00002      | <0,43         | 89,86 ± 0,04°     | 1,730 ± 0,025 R🜨 |